# Санчес, Давинсон
Да́винсон Са́нчес Ми́на (исп. Davinson Sánchez Mina; род. 12 июня 1996[…], Калото, Каука) — колумбийский футболист, центральный защитник турецкого клуба «Галатасарай» и сборной Колумбии.

## Биография

### «Атлетико Насьональ»
Давинсон Санчес начал заниматься футболом в отделении клуба «Америка» (Кали) в городе Калото, затем его семья переехала в Медельин, после чего Давинсон присоединился к молодёжной академии «Атлетико Насьоналя». Приходу в «Атлетико» игроку помог Хуан Карлос Осорио.
За основу «бело-зелёных» дебютировал 28 октября 2013 года в матче Финалисасьона против «Бояка Чико» (0:1), отыграв весь матч. До конца турнира Санчес принял участие ещё в двух матчах и впервые в карьере стал чемпионом Колумбии. В Апертуре 2014 года, которую «Атлетико Насьональ» также выиграл, Санчес не сыграл ни одной минуты и крайне редко попадал даже в заявку команды.
С августа 2014 года Давинсон вновь стал привлекаться к основному составу — вначале в Кубке Колумбии, а в сентябре он сыграл первый в календарном году матч в Примере. Однако первую половину 2015 года Санчес вновь пропустил, став более активно привлекаться к основе во втором полугодии. Вместе с «Атлетико Насьоналем» в конце года он во второй раз в карьере стал чемпионом страны (Финалисасьон).
В розыгрыше Кубка Либертадорес 2016 Давинсон Санчес стал одним из лидеров «Атлетико Насьоналя», вышедшего в полуфинал турнира. Санчес (по состоянию на окончание четвертьфинальных поединков) провёл все десять матчей своей команды в турнире, причём без замен. В матче группового турнира против «Спортинг Кристала» 2 марта он открыл счёт (3:0). Этот гол стал не только победным в матче, но и первым в профессиональной карьере Давинсона.
Интерес к Давинсону Санчесу проявляют некоторые богатые южноамериканские клубы, в частности, бразильский «Фламенго».

### «Аякс»
25 июня 2016 года перешёл в «Аякс» за 5 миллионов евро. Санчес присоединится к амстердамской команде после завершения выступления «Атлетико Насьоналя» в Кубке Либертадорес, в полуфинале «бело-зелёные» сыграют с «Сан-Паулу».
Дебютировал Санчес за «Аякс» 13 августа 2016 года в матче против «Роды». Эта игра завершилась со счётом 2:2. 24 сентября в матче против «Зволле» отметился «дублем», забив свои первые голы за «Аякс».
В общей сложности в его активе 47 матчей и 7 голов за амстердамцев во всех турнирах.

### «Тоттенхэм Хотспур»
18 августа 2017 года перешёл в «Тоттенхэм Хотспур» за 28 миллионов фунтов плюс ещё 14 в качестве бонусов. Таким образом, сумма трансфера составит 42 миллионов фунтов, что станет новым трансферным рекордом для клуба.
Контракт подписан до 30 июня 2023 года.

### «Галатасарай»
В сентябре 2023 года перешёл в турецкий «Галатасарай», контракт подписан по схеме 4+1.

## Международная карьера
В 2011 году в составе сборной Колумбии (до 15 лет) стал вице-чемпионом Южной Америки в своей возрастной категории. В 2013 году Давинсон Санчес выступал за юношескую (до 17 лет) сборную страны. С 2014 года выступает за молодёжную (до 20 и 21 года) сборную Колумбии, с которой занял второе место на континентальном первенстве 2015 года и вышел в 1/8 финала молодёжного чемпионата мира в Новой Зеландии. В марте 2016 года помог Олимпийской сборной обыграть в межконтинентальных стыковых матчах США и завоевать путёвку на Олимпийские игры в Рио-де-Жанейро.

## Достижения
«Атлетико Насьональ»
- Чемпион Колумбии (2): Фин. 2013, Фин. 2015
- Победитель Cуперлиги Колумбии: 2016
- Обладатель Кубка Либертадорес: 2016

«Аякс»
- Финалист Лиги Европы УЕФА: 2017

«Тоттенхэм Хотспур»
- Финалист Лиги чемпионов УЕФА: 2019

«Галатасарай»
- Чемпион Турции (2): 2023/24, 2024/25
- Обладатель Кубка Турции: 2024/25
- Обладатель Суперкубка Турции: 2023

Сборная Колумбии
- Вице-чемпион Южной Америки среди молодёжных сборных (до 20 лет): 2015
- Вице-чемпион Южной Америки среди юношеских сборных (до 15 лет): 2011

## Статистика

### Клубная статистика
| Выступление        | Выступление      | Выступление      | Лига | Лига | Кубки | Кубки | Кубки КОНМЕБОЛ / Еврокубки | Кубки КОНМЕБОЛ / Еврокубки | Остальные | Остальные | Итого | Итого |
| Клуб               | Лига             | Сезон            | Игры | Голы | Игры  | Голы  | Игры                       | Голы                       | Игры      | Голы      | Игры  | Голы  |
| ------------------ | ---------------- | ---------------- | ---- | ---- | ----- | ----- | -------------------------- | -------------------------- | --------- | --------- | ----- | ----- |
| Атлетико Насьональ | Примера А        | 2013             | 3    | 0    | 0     | 0     | 0                          | 0                          | 0         | 0         | 3     | 0     |
| Атлетико Насьональ | Примера А        | 2014             | 2    | 0    | 2     | 0     | 0                          | 0                          | 0         | 0         | 4     | 0     |
| Атлетико Насьональ | Примера А        | 2015             | 7    | 0    | 1     | 0     | 0                          | 0                          | 0         | 0         | 8     | 0     |
| Атлетико Насьональ | Примера А        | 2016             | 14   | 0    | 0     | 0     | 14                         | 1                          | 2         | 0         | 30    | 1     |
| Атлетико Насьональ | Итого            | Итого            | 26   | 0    | 3     | 0     | 14                         | 1                          | 2         | 0         | 45    | 1     |
| Аякс               | Эредивизи        | 2016/17          | 32   | 6    | 0     | 0     | 13                         | 0                          | —         | —         | 45    | 6     |
| Аякс               | Эредивизи        | 2017/18          | 0    | 0    | 0     | 0     | 2                          | 1                          | —         | —         | 2     | 1     |
| Аякс               | Итого            | Итого            | 32   | 6    | 0     | 0     | 15                         | 1                          | —         | —         | 47    | 7     |
| → Йонг Аякс        | Эрстедивизи      | 2016/17          | 1    | 0    | —     | —     | —                          | —                          | —         | —         | 1     | 0     |
| → Йонг Аякс        | Итого            | Итого            | 1    | 0    | —     | —     | —                          | —                          | —         | —         | 1     | 0     |
| Тоттенхэм Хотспур  | Премьер-лига     | 2017/18          | 31   | 0    | 2     | 0     | 8                          | 0                          | —         | —         | 41    | 0     |
| Тоттенхэм Хотспур  | Премьер-лига     | 2018/19          | 23   | 1    | 6     | 0     | 8                          | 0                          | —         | —         | 37    | 1     |
| Тоттенхэм Хотспур  | Премьер-лига     | 2019/20          | 29   | 0    | 5     | 0     | 5                          | 0                          | —         | —         | 39    | 0     |
| Тоттенхэм Хотспур  | Премьер-лига     | 2020/21          | 18   | 0    | 4     | 2     | 10                         | 0                          | —         | —         | 32    | 2     |
| Тоттенхэм Хотспур  | Премьер-лига     | 2021/22          | 23   | 2    | 6     | 0     | 3                          | 0                          | —         | —         | 32    | 2     |
| Тоттенхэм Хотспур  | Премьер-лига     | 2022/23          | 18   | 0    | 4     | 0     | 2                          | 0                          | —         | —         | 24    | 0     |
| Тоттенхэм Хотспур  | Премьер-лига     | 2023/24          | 1    | 0    | 1     | 0     | —                          | —                          | —         | —         | 2     | 0     |
| Тоттенхэм Хотспур  | Итого            | Итого            | 143  | 3    | 28    | 2     | 36                         | 0                          | —         | —         | 207   | 5     |
| Галатасарай        | Суперлига        | 2023/24          | 2    | 0    | —     | —     | 1                          | 0                          | —         | —         | 3     | 0     |
| Галатасарай        | Итого            | Итого            | 2    | 0    | —     | —     | 1                          | 0                          | —         | —         | 3     | 0     |
| Всего за карьеру   | Всего за карьеру | Всего за карьеру | 204  | 9    | 31    | 2     | 66                         | 2                          | 2         | 0         | 303   | 13    |

### Матчи за сборную
| №  | Дата             | Оппонент         | Счёт          | Голы | Соревнование             |
| -- | ---------------- | ---------------- | ------------- | ---- | ------------------------ |
| 1  | 15 ноября 2016   | Аргентина        | 0:3           | —    | Отборочные матчи ЧМ-2018 |
| 2  | 7 июня 2017      | Испания          | 2:2           | —    | Товарищеский матч        |
| 3  | 5 сентября 2017  | Бразилия         | 1:1           | —    | Отборочные матчи ЧМ-2018 |
| 4  | 5 октября 2017   | Парагвай         | 1:2           | —    | Отборочные матчи ЧМ-2018 |
| 5  | 10 октября 2017  | Перу             | 1:1           | —    | Отборочные матчи ЧМ-2018 |
| 6  | 10 ноября 2017   | Республика Корея | 1:2           | —    | Товарищеский матч        |
| 7  | 14 ноября 2017   | Китай            | 4:0           | —    | Товарищеский матч        |
| 8  | 23 марта 2018    | Франция          | 3:2           | —    | Товарищеский матч        |
| 9  | 1 июня 2018      | Египет           | 0:0           | —    | Товарищеский матч        |
| 10 | 19 июня 2018     | Япония           | 1:2           | —    | Финальные матчи ЧМ-2018  |
| 11 | 24 июня 2018     | Польша           | 3:0           | —    | Финальные матчи ЧМ-2018  |
| 12 | 28 июня 2018     | Сенегал          | 1:0           | —    | Финальные матчи ЧМ-2018  |
| 13 | 3 июля 2018      | Англия           | 1:1 (3:4 пен) | —    | Финальные матчи ЧМ-2018  |
| 14 | 7 сентября 2018  | Венесуэла        | 2:1           | —    | Товарищеский матч        |
| 15 | 11 сентября 2018 | Аргентина        | 0:0           | —    | Товарищеский матч        |
| 16 | 11 октября 2018  | США              | 4:2           | —    | Товарищеский матч        |
| 17 | 16 октября 2018  | Коста-Рика       | 3:1           | —    | Товарищеский матч        |
| 18 | 22 марта 2019    | Япония           | 1:0           | —    | Товарищеский матч        |
| 19 | 26 марта 2019    | Республика Корея | 1:2           | —    | Товарищеский матч        |
| 20 | 10 июня 2019     | Перу             | 3:0           | —    | Товарищеский матч        |

Итого: сыграно матчей: 20 / забито голов: 0; победы: 9, ничьи: 6, поражения: 5.